# Un privé nommé Stryker
Un privé nommé Stryker (B.L. Stryker) est une série télévisée américaine en 12 épisodes de 90 minutes, créée par Christopher Crowe et diffusée du 13 février 1989 au 5 mai 1990 dans le cadre du ABC Mystery Movie regroupant les séries Gideon Oliver, Columbo et Kojak sur le réseau ABC. Tom Selleck en a été le producteur exécutif.
En France, la série a été diffusée en 1991 sur La Cinq.

Rediffusion du 28 janvier 1993 au 4 septembre 1993 sur France 2. Puis du 3 mai 1995 au 9 août 1995. Enfin du 30 juin 1997 au 13 novembre 1997 sur France 2.

## Synopsis
La série met en scène Burt Reynolds dans le rôle de B.L. Stryker, un vétéran de la guerre du Viêt Nam et ancien flic de la Nouvelle-Orléans, qui emménage à Palm Beach pour travailler en tant que détective privé. Stryker, vit sur une péniche et conduit une vieille Cadillac, et résout des meurtres dans les milieux huppés de Floride.

## Distribution
- Burt Reynolds (VF : Yves-Marie Maurin) : B.L. Stryker
- Ossie Davis : Oz Jackson
- Dana Kaminski : Lynda Lennox
- Michael O. Smith : Chief McGee
- Alfie Wise : Oliver Wardell
- Rita Moreno : Kimberly Baskin

## Épisodes

### Première saison (1989)
1. Danse macabre (The Dancer's Touch)
2. Carolann/police protection (Carolann)
3. L'Affaire Bonnie and Clyde (Blind chess)
4. Tante Sue (Auntie Sue)
5. Un Gamin insupportable (Blues for Buder)

### Deuxième saison (1990)
1. Une Filature explosive (The King of Jazz)
2. Mourir de rire (Die Laughing)
3. Tuer n'est pas jouer (Winner Takes All)
4. Le Rât d'hôtel (Grand Theft Hotel)
5. Prise d'otages (High Rise)
6. Un Jour de retard (Plates)
7. L'Assassin était dans le train (Night Train)